# آل جحنون (يافع)

تعديل مصدري - تعديل

ال جحنون هي إحدى قرى عزلة لبعوس بمديرية يافع التابعة لمحافظة لحج، بلغ تعداد سكانها 98 نسمة حسب تعداد اليمن لعام 2004.